# Malaysia National Hockey Stadium

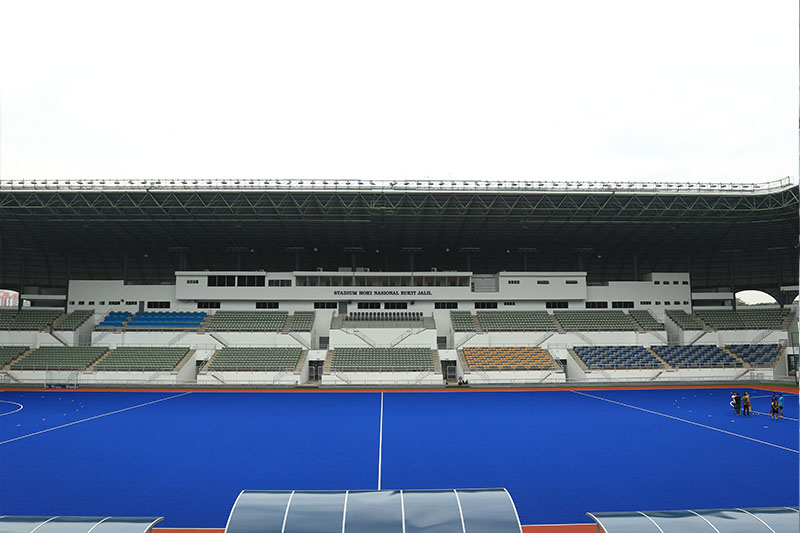
Malaysia National Hockey Stadium

Das Malaysia National Hockey Stadium ist ein Vielzweckstadion und Teil des Stadion National Sports Complex in Kuala Lumpur, Malaysia. Es wird derzeit vor allem für Feldhockey-Spiele benutzt und war Spielort für die Hockey-Weltmeisterschaft 2002 und die Commonwealth Games 1998. Das Hauptstadion hat eine Kapazität von 12.000 Zuschauern und wurde im Jahr 1997 erbaut. Es gibt ein zweites Stadion, das sich direkt neben dem größeren befindet.
Koordinaten: 3° 3′ 32,6″ N, 101° 41′ 37,3″ O